# Ujjain
Ujjain (Hindi उज्जैन) ist eine ca. 550.000 Einwohner zählende Großstadt im Distrikt Ujjain im indischen Bundesstaat Madhya Pradesh. Sie gehört zu den sieben „heiligen Städten“ Indiens; wie in Nashik, Prayagraj und Haridwar findet hier alle 12 Jahre eine Kumbh Mela statt.

## Lage und Klima
Ujjain liegt auf dem Malwa-Plateau am Fluss Shipra ca. 192 km (Fahrtstrecke) westlich von Bhopal bzw. ca. 56 km nördlich von Indore in einer Höhe von ca. 490 m. Das Klima ist warm bis heiß; Regen (ca. 890 mm/Jahr) fällt nahezu ausschließlich in den sommerlichen Monsunmonaten.

## Bevölkerung
Infolge des anhaltenden Bevölkerungswachstums in weiten Teilen Nordindiens und durch Zuwanderung ist die Einwohnerzahl der Stadt in den letzten Jahrzehnten enorm angestiegen:
| Jahr      | 1991    | 2001    | 2011    |
| Einwohner | 362.266 | 431.162 | 515.215 |

Die Bevölkerung von Ujjain besteht hauptsächlich aus Hindus (ca. 77,5 %), Moslems (knapp 19 %) und Jains (ca. 2,5 %); kleine Minderheiten bilden Sikhs, Christen und Buddhisten. Wie bei Volkszählungen in Indien üblich übersteigt der männliche Bevölkerungsteil den weiblichen deutlich. Man spricht zumeist Malwi und Hindi.

## Wirtschaft
Traditionell bildet die Landwirtschaft in den Dörfern der Umgebung noch immer die Grundlage allen Wirtschaftens. In der Stadt selbst haben sich Händler, Handwerker und Dienstleister aller Art niedergelassen; außerdem gibt es zahlreiche kleinere Manufakturbetriebe.

## Geschichte

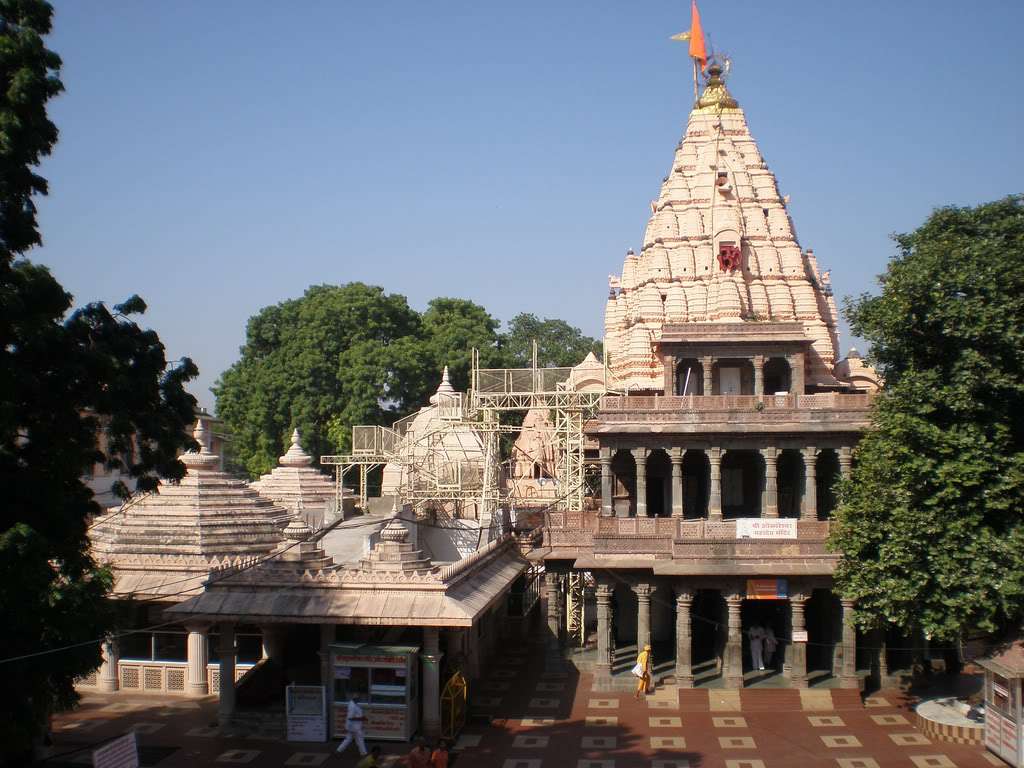
Ujjain – Mahakaleshwar-Tempel

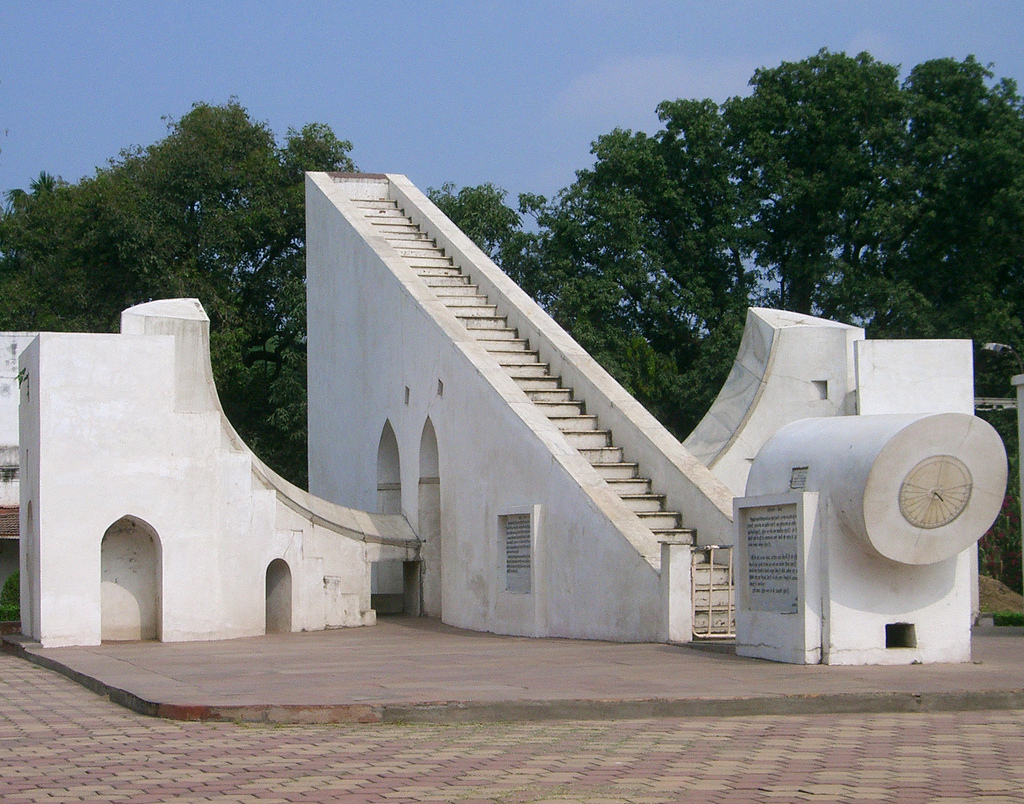
Ujjain – Jantar Mantar

Ausgrabungen nördlich von Ujjain förderten Spuren menschlicher Besiedlung aus dem 8. Jahrhundert v. Chr. zu Tage; das damalige Avanti-Königreich lag an der Haupthandelsroute von Nordindien nach Mesopotamien und Ägypten. Die Region zählt zu den Wiegen des Hinduismus; einer Legende zufolge änderte Shiva einst den alten Namen in Ujjaiyini („der mit Stolz erobert“) um seinen Sieg über den Dämonenkönig Tripuri herauszustellen. Die antike Stadt war eine Regionalhauptstadt der Maurya; später gehörte sie zum Gupta-Reich; vom ausgehenden 8. bis zum 14. Jahrhundert war Ujjain die Hauptstadt des Paramara-Reiches.
Nach der islamischen Invasion in Nordindien herrschte das Sultanat von Delhi (ab 1344), im 15. und frühen 16. Jahrhundert herrschten die Sultane von Mandu, die im Jahr 1562 von den Moguln unterworfen wurden. Zwischen 1714 und 1737 war Raja Jai Singh II. aus Jaipur dreimal Gouverneur der Stadt. Danach kamen die Marathen und die Scindias; im Jahr 1801 eroberte die in Indore residierende Holkar-Dynastie die Stadt, die im Jahr 1818 an die Briten fiel.

## Sehenswürdigkeiten
Bedeutende Bauwerke sind der Mahakaleshwar-Tempel, ein Jyotirlinga (einer der 12 heiligsten Shiva-Tempel), der Harsiddhi Mandir, der Gopal Mandir und das Observatorium Jantar Mantar.

## Persönlichkeiten
- Mohan Yadav (* 1965), Politiker und Geschäftsmann